# VNIITE
El Instituto Federal de Investigación de Estética Técnica (en ruso: Всероссийский научно-исследовательский технической эстетики), más conocido por el acrónimo VNIITE (en ruso: ВНИИТЭ), fue un centro de investigación y diseño experimental,  metodológica e información así como un centro educativo, en el ámbito del diseño ruso. Estaba administrado por el Ministerio de Educación y Ciencia de la Federación de Rusia. 
Se creó en abril de 1962 y fue el principal instituto de investigación de diseño de la Unión Soviética y después de 1992 de Rusia hasta su cierre en el año 2013.

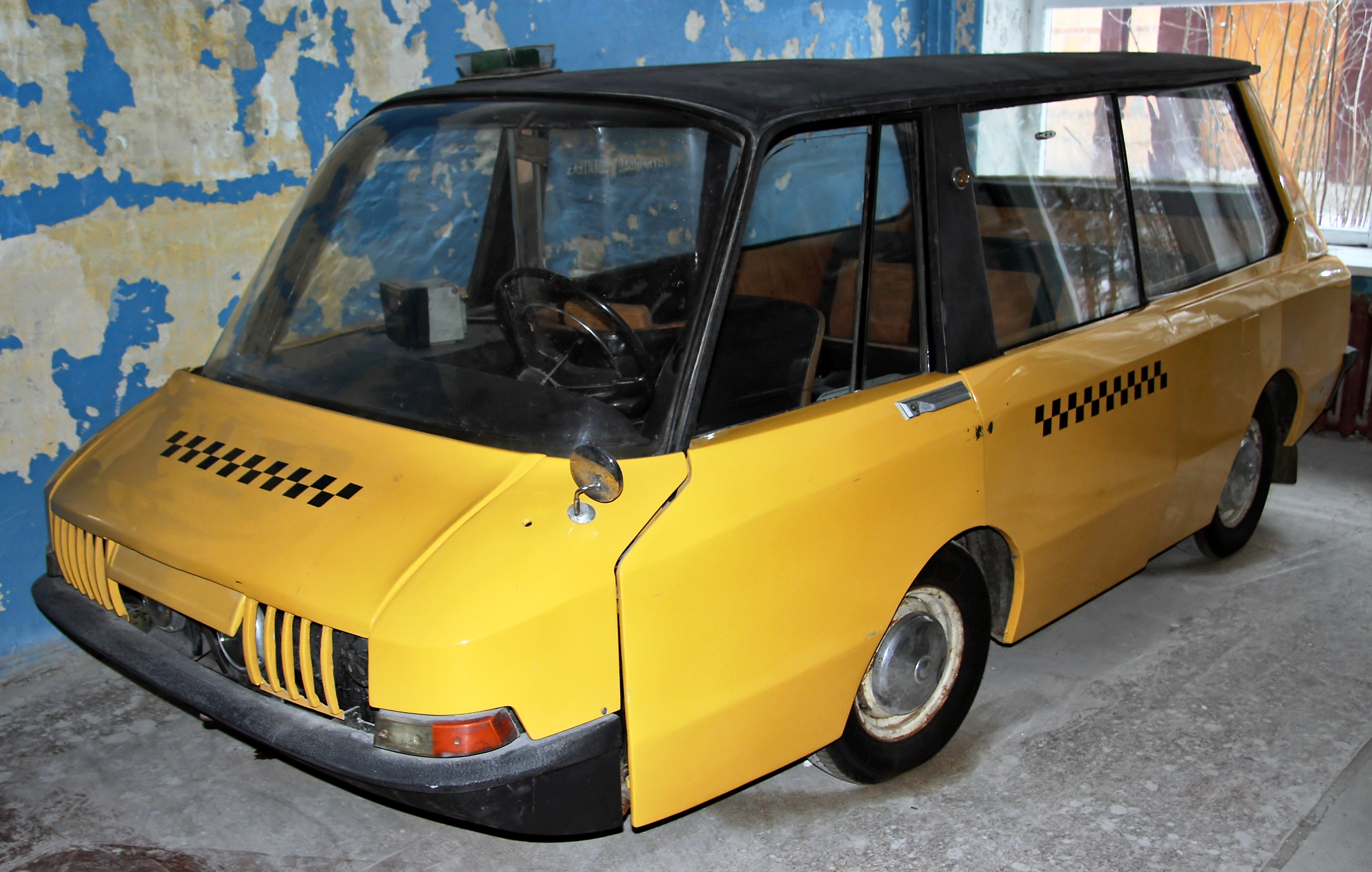
VNIITE-PT prototipo de taxi, diseñado por la división de transportes del instituto VNIITE en 1964.

## Historia
El VNIITE se creó  a solicitud del Comité Estatal de Ciencia e Ingeniería del Consejo de Ministros de la URSS. Uno de sus principales objetivos era mejorar la calidad del diseño de los productos soviéticos. Inició su andadura en abril de 1962 estableciendo su sede en Moscú. estaba estructurado en  nueve secciones: Recursos humanos; Teoría e Historia del Diseño; Promoción del diseño; Ergonomía; Materiales, colores y acabados; Información; Diseño de transporte; Diseño de productos de consumo y diseño de equipos industriales. desarrollándose rápidamente, cinco años después contaba con más de 3.000 empleados y con 15 sucursales repartidas por todo el país.
Se crearon grandes oficinas de diseño (de entre 50 y 200 empleados) que se añadieron a las industrias principales, y otros 200 laboratorios más pequeños destinados pequeñas industrias.
Casi ninguno de los diseños creados por VNIITE durante su primer período se produjo industrialmente, pero sus conceptos se utilizaron para mostrar el poder del diseño, y los prototipos se exhibieron en exposiciones. Estos conceptos iniciales fueron en su mayor parte dirigidos a equipos industriales, mobiliario de oficina, transporte y algunos bienes de consumo. A partir de 1964, VNIITE produjo su propia revista, llamada Estética técnica  (Техническая эстетика en ruso), un término inventado en Rusia para hablar sobre diseño industrial.
Desde mediados de la década de 1970, el instituto se centró en una mayor integración con las economías de los países del Bloque del Este, y en particular con Alemania Oriental y Checoslovaquia.

## Diseñadores notables
El VNIITE fue dirigido por el diseñador Yuri Soloviev desde su apertura en 1962 hasta 1982, y fue una figura clave para su desarrollo. Cuando se inauguró, como el diseño no era un campo establecido en la URSS, los primeros  empleados que contratados fueron ingenieros, psicólogos, historiadores, gráficos, maquetistas y otros aficionados al diseño. Sin embargo, algunos de ellos se revelaron como diseñadores competentes, entre los que destacan Boris Shekov (quien se convirtió en jefe del departamento de Diseño de Equipos Industriales) y Yuri Dolmatovsky, quien trabajó en el departamento de Transportes.